# О’Рурк, Хезер
Хезер Мишель О’Рурк (англ. Heather Michele O'Rourke; 27 декабря 1975 — 1 февраля 1988, Сан-Диего, Калифорния, США) — американская актриса-ребёнок, прославившаяся ролью Кэрол Энн Фрилинг в трилогии фильмов «Полтергейст». Её жизнь трагически оборвалась в 12 лет — в феврале 1988 года у Хезер случилась остановка сердца из-за неправильно диагностированного стеноза кишечника.

## Биография

### Семья
Хезер, имея датские, немецкие, английские и ирландские корни, родилась 27 декабря 1975 в Сан-Диего в Калифорнии и была второй дочерью Кэтлин и Майкла О’Рурк. Мать работала швеёй, отец — строителем. У Хезер была старшая сестра Тамми (род. 1971). На третьем месяце беременности у её матери случился выкидыш, из-за которого Хезер потеряла брата-близнеца. В 1981 году Кэтлин и Майкл развелись, и в 1984 году Кэтлин вышла замуж за дальнобойщика Джемса Э. Пила. После развода родителей Хезер редко виделась с отцом, поэтому в конечном итоге стала называть папой отчима.
Изначально семья жила в трейлерном парке в Анахайме. Потом, когда Хезер начала актёрскую карьеру, её гонорары позволили семье купить отдельный дом в Биг-Беар-Лэйке, где Хезер посещала Начальную Школу Биг-Беар и была президентом своего класса. На момент её смерти Хезер с семьёй жила в Лэйксайде.

### Карьера
Хезер с раннего детства начала демонстрировать артистические способности и уже в 3 года вместе с сестрой (которая профессионально занималась чечёткой) выступала с танцевальными и певческими номерами на местных театральных подмостках. С 4 лет Хезер начала работать моделью для рекламных изображений игрушек и сниматься в рекламе, а в 5, ещё до школы, у неё состоялся первый актёрский дебют в эпизоде телесериала «Остров фантазий». Роль Кэрол Энн Фрилинг, которая принесла ей известность, Хезер получила летом 1981 года, когда Тамми снималась на MGM в подтанцовке фильма «Гроши с неба». Когда Хезер с матерью и сестрой обедали во внутреннем кафетерии во время перерыва, их там заметил Стивен Спилберг, которому сразу приглянулась Хезер. Позже Спилберг признался, что его несколько отпугивал тот факт, что Хезер было всего пять лет, в то время, как он хотел взять на роль Кэрол Энн девочку не младше шести (при этом на эту роль пробовалась его крестница Дрю Бэрримор).
В трилогии O’Рурк сыграла Кэрол Энн Фрилинг — маленькую девочку, которая становится переходником и целью для сверхъестественных существ. «Нью-Йорк Таймс» отметил, что она играла довольно ключевую роль в фильмах, и прокомментировал: «С её широкими глазами, длинными светлыми волосами и мягким голосом, она настолько поразительна, что продолжения выигрывают только от её присутствия». Особую популярность получили её фразы «Они здесь!» (англ. They’re here) (в первом фильме) и «Они вернулись!» (англ. They are back!) (во втором фильме, в котором эта фраза стала слоганом).
После работы в «Полтергейсте» в 1982 году O’Рурк сыграла в двух его сиквелах, которые успеха не имели, однако вся трилогия в конечном итоге принесла ей гонорары от 35 до 100 тысяч долларов. «Полтергейст» стал её единственной заметной и главной киноролью, в остальном же она продолжала сниматься в рекламе, часто появляясь в различных шоу и играя второплановые или односерийные роли в различных сериалах.

### Смерть
Первые признаки болезни у Хезер стали заметны ещё в начале 1987 года, когда она заразилась лямблиозом от колодезной воды в Биг-Беар-Лейке. В калифорнийском медцентре «Кайзер-Перманенте» в Сан-Диего, в котором Хезер наблюдалась с рождения, ошибочно посчитали, что у неё болезнь Крона, и ей прописали инъекции кортизона, из-за которых у Хезер хорошо заметны припухлости в щеках в «Полтергейст 3» (по словам Кэтлин, Хезер очень стеснялась этого).
Работу над третьей частью Хезер закончила в июле 1987 года. Утром в пятницу 29 января 1988 года Хезер небрежно сказала сестре Тамми, что не хочет идти в школу, однако не объяснила почему. Возможно, она уже тогда чувствовала себя нехорошо, но Хезер никогда никому не жаловалась, если у неё было плохое самочувствие, и поэтому в школу она всё же пошла. 31 января у Хезер с утра началась рвота, которую она никак не могла подавить, и почти весь день она провела в постели. Основываясь на внешних признаках, родители решили, что у девочки грипп. На следующий день в понедельник, 1 февраля, во время завтрака Хезер сказала матери, что чувствует себя хорошо и готова идти в школу, но Кэтлин заметила, что девочка очень плохо выглядит, и попыталась обсудить с ней возможность остаться в тот день дома. Заметив, однако, что Хезер ест через силу и своим поведением напоминает больного летаргией (когда она дотронулась до её рук, то обнаружила, что они холодные, а пальцы имеют синеватый оттенок), Кэтлин всё-таки позвонила в Общественную больницу Эль-Кахона, где ей велели немедленно привести туда Хезер. Мать велела дочери одеваться, но когда Хезер встала из-за стола, то резко упала на пол, и тогда на дом была вызвана скорая. Прибывшие парамедики попытались надеть на Хезер кислородную маску, но девочка стала сопротивляться, утверждая, что не нуждается в ней. На вопрос, как она сейчас себя чувствует, Хезер ответила, что ей лишь немного нехорошо, но уверила всех, что в полном порядке, но её всё равно повезли в больницу. По дороге туда у неё неожиданно случилась остановка сердца, но в самой больнице Хезер, благодаря усилиям врачей, оповещённых заранее, ненадолго пришла в стабильное состояние. После чего её переправили по воздуху вертолётом в Детскую Больницу Сан-Диего, где она, снова впав в критическое состояние, была тут же отправлена в операционную. Хезер перенесла операцию, но позже в послеоперационной палате у неё снова случилась остановка сердца. Её пытались реанимировать более получаса, после чего в 14:43 она была объявлена мёртвой.
Говоря с репортёрами, менеджер Хезер Дэвид Вардлоу первоначально объявил, что, как ему показалось, девочка умерла от гриппа. Однако представитель больницы Винсент Бонд объявил, что Хезер умерла после операции, когда пытались устранить кишечную непроходимость врождённого генеза (стеноз кишечника), осложнённую септическим шоком; 3 февраля это сообщение было подтверждено офисом коронера Графства Сан-Диего. Более поздние сообщения изменили основную причину смерти: инфаркт миокарда, вызванный септическим шоком вследствие стеноза кишечника.
4 февраля 1988 года в часовне Лэйксайда состоялось прощание с Хезер, на котором присутствовали все её родственники. 5 февраля она была похоронена на Мемориальном Вествудском Кладбище в Лос-Анджелесе, где в 1982 году похоронили её экранную сестру по «Полтергейсту» Доминик Данн.
Смерть О’Рурк усложнила маркетинг MGM для её последней работы «Полтергейст 3» из-за опасения эксплуатации её смерти. В первую очередь «MGM» потребовал переснять ряд финальных сцен для соответствия заданному рейтингу PG-13. Пересъёмка началась в декабре 1987 года и была прервана на некоторое время из-за смерти Хезер, затем в марте 1988 снова возобновлена. Странный конец фильма, где лица Кэрол Энн вообще не показывают, режиссёр Гарри Шерман объяснил тем, что снят он был уже после смерти Хезер, и поэтому была задействована дублёрша. Тем не менее шесть человек, занятых в фильме, утверждали, что такая концовка была снята с участием самой Хезер ещё до её смерти, а пересъёмка вообще включала только предшествующие сцены. Том Скерритт и Нэнси Аллен, партнёры Хезер по фильму, отказывались от любых интервью о фильме, чтобы избежать вопросов о смерти О’Рурк.

#### Суд
25 мая 1988 года Санфорд М. Гейдж, поверенный семьи О’Рурк, начал судебный процесс против «Кайзер-Перманенте», обвинив его в том, что его врачи не сумели должным образом диагностировать её стеноз кишечника. В ответ на это представительница «Кайзер-Перманенте» Джанис Сейб ответила: «Мы подробно рассмотрели случай и полагаем, что диагноз и план действий, предпринятый нашими врачами, были полностью соответствующими. Это очень тяжёлый случай, осложнённый множеством факторов и не дающий каких-либо простых ответов». В результате дело попало в арбитраж и было предано сеттльменту за неразглашённую сумму.

## Фильмография
| Год  | Фильм         | Роль              |
| ---- | ------------- | ----------------- |
| 1982 | Полтергейст   | Кэрол Энн Фрилинг |
| 1986 | Полтергейст 2 | Кэрол Энн Фрилинг |
| 1988 | Полтергейст 3 | Кэрол Энн Фрилинг |

| Год       | Фильм                           | Роль          |
| --------- | ------------------------------- | ------------- |
| 1981      | Остров фантазий                 | Лайза Блейк   |
| 1982      | Массарати и мозг                | Скай Генри    |
| 1982-1983 | Счастливые дни                  | Хезер Пфистер |
| 1983      | Калифорнийский дорожный патруль | Линдси        |
| 1983      | Мэтт Хьюстон                    | Санни Кимбалл |
| 1983      | Вебстер                         | Мелани        |
| 1984      | Искатель потерянной любви       | Джиллиан Марш |
| 1985      | Выживание                       | Сара Броган   |
| 1986      | Around the Bend                 | дочь          |
| 1986-1987 | Всё ещё Бивер                   | Хезер         |
| 1987      | Наш дом                         | Дана          |
| 1987      | Rocky Road                      | Наташа        |